# Site de șoc
Un site de șoc (în engleză: Shock site) este un tip de site web care poate să ofenseze sau să sperie utilizatorii săi, deși poate conține de asemenea elemente de umor . Site-uri web orientate spre șoc conțin materiale precum pornografice, violență, rasism, antisemitism, sexismul, insulte, vulgaritate, blasfemie sau alte chesti șocante. Site-uri web care se concentrează pe moarte reală și violență sunt denumite și site de gore precum Rotten.com.